# 黄丝站
黄丝站是位于贵州省福泉市马场坪街道的一个铁路车站，有沪昆铁路经过，邮政编码550502。车站及其上下行区间均已电气化。距离贵阳站100公里。隶属于成都铁路局凯里车务段，是五等站，客运每日有一对慢车停靠，不办理货运业务。
车站建于1970年，1972年10月13日随湘黔铁路建成通车。当时车站设有3条股道及养路领工区、养路工区和路基工区三个单位，站内线路坡度1‰:111；每日有2趟客车停靠，货运主要发送重晶石、磷矿、铁矿等物资:508。株六复线工程中车站股道扩建至4条，包括2条正线和2条到发线。